# جغرافيا إسرائيل
| \| \|                           |          |
| القارة                          | آسيا     |
| المنطقة                         | غرب آسيا |
| إحداثيات جغرافية                |          |
| المساحة                         | كم² (؟؟) |
| الحدود الأرضية                  |          |
| الدول المجاورة وطول الحدود معها |          |
| مصر                             | 266 كم   |
| قطاع غزة                        | 51 كم    |
| الأردن                          | 238 كم   |
| لبنان                           | 79 كم    |
| سوريا                           | 76 كم    |
| الضفة الغربية                   | 307 كم   |
| الشريط الساحلي                  | 273 كم   |
| أعلى نقطة                       |          |
| أدنى نقطة                       |          |
| فرق التوقيت                     |          |
|                                 |          |

جغرافيا إسرائيل مُتنوعة جدًا فتمتاز في الجنوب بالأراضي الصحراوية وفي المناطق الشمالية بالمناطق الجبلية المُغطاة بالثلوج. وتقع إسرائيل في الطرف الشرقي للبحر الأبيض المتوسط في غرب آسيا. ويحدها من الشمال لبنان ومن الشمال الشرقي سوريا ومن الشرق الأردن إلى الجنوب الغربي مصر ومع الضفة الغربية في الشرق. وفي منطقة التقاء قارة آسيا مع أفريقيا  وإلى الغرب البحر الأبيض المتوسط، ويبلغ طول الشريط الساحلي 273 كم (170 ميل). إسرائيل لديها خط ساحلي صغير على ساحل البحر الأحمر في الجنوب.